# Cap cai
Le cap cai, parfois écrit cap cay ou chap chai (chinois : 雜菜 ; pinyin : zácài ; prononcé pe̍h-ōe-jī : cha̍p-chhài ; littéralement : « mélange de légumes »), est le nom d'origine minnan d'un plat de légumes sautés originaire du Fujian en Chine, qui est également populaire en Asie du Sud-Est.
Divers légumes, tels que du chou-fleur, du chou chinois, du chou Napa, des carottes, des petits épis de maïs, des champignons noirs, champignons parfumés Lentinula edodes, du poireau, des fleurs de lys séchées, des peaux de tofu, de la cébette, sont émincés et sautés avec de l'ail haché dans un wok avec une faible quantité d'huile et d'eau. Les condiments sont de la fleur de sel, du sucre de canne ou de palme, de la sauce soja, du vin de cuisine chinois (ang ciu), de la pâte de soja noir salé ou de tofu fermenté et de l'huile de sésame. 
On peut le consommer accompagné de riz ; ou ajouter un peu d'eau dans le wok pour cuire des vermicelles de soja avec le plat.
Le cap cai peut constituer soit un plat sauté végétarien. Soit devenir une soupe bouillon lorsqu'il est mélangé avec de la viande : de bœuf, de porc, de canard laqué ou des fruits de mer (crevettes, seiche, poisson et boulettes de poisson (bakso)). 
En fonction de la recette et des produits disponibles dans chaque foyer, le nombre et le type de légumes peut varier ; mais le mélange le plus simple servi dans les restaurants, est constitué de chou chinois, de chou Napa, de champignons noirs, champignons parfumés Lentinula edodes
, carottes, peau de tofu et de cébette.